# Campeonato Europeu de Natação em Piscina Curta de 2019
O Campeonato Europeu de Natação em Piscina Curta de 2019 foi a 20ª edição do evento organizado pela Liga Europeia de Natação (LEN). A competição foi realizada entre os dias 4 e 8 de dezembro de 2019 no Centro Internacional de Natação Tollcross, em Glasgow no Reino Unido. Contou com a presença de 539 atletas de 49 nacionalidades, com destaque para a Rússia com 22 medalhas no total, 13 delas medalhas de ouro. Essa é a terceira vez que o país recebe o evento, sendo sede nas edições de 1993 e 1998. 

## Medalhistas
Esses foram os resultados da competição. 

### Masculino
| Evento          | Ouro | Ouro      | Prata | Prata    | Bronze | Bronze   |
| 50 m Livre      | Vladimir Morozov · Rússia | 20.40     | Florent Manaudou · França                                                                                        | 20.66    | Maxim Lobanovszkij · Hungria | 20.76    |
| 100 m Livre     | Vladimir Morozov · Rússia | 45.53     | Alessandro Miressi · Itália                                                                                      | 45.90    | Vladislav Grinev · Rússia | 46.35    |
| 200 m Livre     | Danas Rapšys · Lituânia | 1:41.12   | Duncan Scott · Reino Unido                                                                                       | 1:41.42  | Mikhail Vekovishchev · Rússia | 1:41.52  |
| 400 m Livre     | Danas Rapšys · Lituânia | 3:33.20 , | Thomas Dean · Reino Unido                                                                                        | 3:37.95  | Gabriele Detti · Itália | 3:38.06  |
| 1500 m Livre    | Gregorio Paltrinieri · Itália | 14:17.14  | Henrik Christiansen · Noruega                                                                                    | 14:18.15 | David Aubry · França | 14:25.66 |
| 50 m Costas     | Kliment Kolesnikov · Rússia | 22.75     | Christian Diener · Alemanha                                                                                      | 23.07    | Shane Ryan · Irlanda | 23.12    |
| 100 m Costas    | Kliment Kolesnikov · Rússia | 49.09     | Christian Diener · Alemanha                                                                                      | 49.94 =  | Robert Glință · Roménia | 50.30    |
| 200 m Costas    | Radosław Kawęcki · Polónia | 1:49.26   | Christian Diener · Alemanha                                                                                      | 1:50.05  | Luke Greenbank · Reino Unido | 1:50.09  |
| 50 m Peito      | Vladimir Morozov · Rússia | 25.51 ,   | Hüseyin Emre Sakçı · Turquia                                                                                     | 25.82    | Arno Kamminga · Países BaixosFabio Scozzoli · Itália                                                                                                   | 25.84    |
| 100 m Peito     | Arno Kamminga · Países Baixos | 56.06     | Ilya Shymanovich · Bielorrússia                                                                                  | 56.42    | Fabio Scozzoli · Itália | 56.55    |
| 200 m Peito     | Arno Kamminga · Países Baixos | 2:02.36   | Erik Persson · Suécia                                                                                            | 2:02.80  | Marco Koch · Alemanha | 2:02.87  |
| 50 m Borboleta  | Oleg Kostin · Rússia | 22.23     | Szebasztián Szabó · Hungria                                                                                      | 22.35    | Ümit Can Güreş · Turquia | 22.38    |
| 100 m Borboleta | Marius Kusch · Alemanha | 49.06     | Mikhail Vekovishchev · Rússia                                                                                    | 49.53    | Marcin Cieślak · Polónia | 49.75    |
| 200 m Borboleta | Andreas Vazaios · Grécia | 1:50.23   | Ramon Klenz · Alemanha                                                                                           | 1:51.51  | James Guy · Reino Unido | 1:51.73  |
| 100 m Medley    | Kliment Kolesnikov · Rússia | 51.15     | Sergey Fesikov · Rússia                                                                                          | 51.59    | Andreas Vazaios · Grécia | 51.62    |
| 200 m Medley    | Andreas Vazaios · Grécia | 1:50.85 , | Tomoe Zenimoto Hvas · Noruega                                                                                    | 1:51.74  | Philip Heintz · Alemanha | 1:52.55  |
| 400 m Medley    | Max Litchfield · Reino Unido | 4:01.36   | Ilia Borodin · Rússia                                                                                            | 4:03.65  | Daniil Pasynkov · Rússia | 4:04.98  |
| 4x50 m Livre    | Rússia · Vladislav Grinev (21.23) · Mikhail Vekovishchev (20.60) · Kliment Kolesnikov (20.84) · Vladimir Morozov (20.25) · Sergey Fesikov [a] · Daniil Markov [a] · Aleksandr Popkov [a] | 1:22.92   | Polónia · Paweł Juraszek (21.19) · Marcin Cieślak (20.98) · Karol Ostrowski (20.79) · Jakub Kraska (20.78)       | 1:23.74  | Itália · Federico Bocchia (21.41) · Marco Orsi (21.13) · Giovanni Izzo (21.32) · Alessandro Miressi (20.64) · Leonardo Deplano [a] · Thomas Ceccon [a] | 1:24.50  |
| 4x50 m Medley   | Rússia · Kliment Kolesnikov (22.64) · Vladimir Morozov (25.53) · Oleg Kostin (21.61) · Vladislav Grinev (20.85) · Sergey Fesikov [a] · Aleksandr Popkov [a] · Mikhail Vekovishchev [a]   | 1:30.63   | Hungria · Richárd Bohus (23.42) · Dávid Horváth (26.64) · Szebasztián Szabó (21.77) · Maksim Lobanovskij (20.27) | 1:32.10  | Bielorrússia · Viktar Staselovich (23.38) · Ilya Shymanovich (25.46) · Yauhen Tsurkin (22.48) · Artsiom Machekin (20.97)                               | 1:32.29  |

a  Nadadores que participaram apenas das baterias e receberam medalhas.

### Feminino
| Evento          | Ouro | Ouro       | Prata | Prata   | Bronze | Bronze  |
| 50 m Livre      | Maria Kameneva · Rússia | 23.56      | Mélanie Henique · França | 23.66   | Pernille Blume · Dinamarca | 23.73   |
| 100 m Livre     | Freya Anderson · Reino Unido | 51.49      | Béryl Gastaldello · França | 51.85   | Femke Heemskerk · Países Baixos | 51.88   |
| 200 m Livre     | Freya Anderson · Reino Unido | 1:52.77    | Federica Pellegrini · Itália | 1:52.88 | Femke Heemskerk · Países Baixos | 1:53.35 |
| 400 m Livre     | Simona Quadarella · Itália | 3:59.75    | Isabel Marie Gose · Alemanha | 4:00.01 | Ajna Késely · Hungria | 4:00.04 |
| 800 m Livre     | Simona Quadarella · Itália | 8:10.30    | Ajna Késely · Hungria | 8:11.77 | Martina Caramignoli · Itália | 8:12.36 |
| 50 m Costas     | Kira Toussaint · Países Baixos | 25.84      | Béryl Gastaldello · França | 26.03   | Alicja Tchórz · Polónia | 26.16   |
| 100 m Costas    | Kira Toussaint · Países Baixos | 55.71      | Maria Kameneva · Rússia | 56.10   | Georgia Davies · Reino Unido | 56.73   |
| 200 m Costas    | Margherita Panziera · Itália | 2:01.45    | Daryna Zevina · Ucrânia | 2:02.25 | Kira Toussaint · Países Baixos | 2:03.04 |
| 50 m Peito      | Benedetta Pilato · Itália | 29.32 WJR, | Martina Carraro · Itália | 29.60   | Mona McSharry · Irlanda | 29.87   |
| 100 m Peito     | Martina Carraro · Itália | 1:04.51    | Arianna Castiglioni · Itália | 1:05.01 | Jenna Laukkanen · Finlândia | 1:05.12 |
| 200 m Peito     | Maria Temnikova · Rússia | 2:18.35    | Molly Renshaw · Reino Unido | 2:19.66 | Martina Carraro · Itália | 2:19.68 |
| 50 m Borboleta  | Mélanie Henique · França | 24.56 ,    | Béryl Gastaldello · França | 24.78   | Emilie Beckmann · DinamarcaJeanette Ottesen · Dinamarca                                                                                  | 25.15   |
| 100 m Borboleta | Anastasiya Shkurdai · Bielorrússia | 56.21      | Elena Di Liddo · Itália | 56.37   | Anna Ntountounaki · Grécia | 56.44   |
| 200 m Borboleta | Katinka Hosszú · Hungria | 2:03.21    | Ilaria Bianchi · Itália | 2:04.20 | Zsuzsanna Jakabos · Hungria | 2:05.00 |
| 100 m Medley    | Katinka Hosszú · Hungria | 57.36      | Maria Kameneva · Rússia | 57.59   | Jenna Laukkanen · Finlândia | 58.62   |
| 200 m Medley    | Katinka Hosszú · Hungria | 2:04.68    | Maria Ugolkova · Suíça | 2:06.59 | Siobhan-Marie O'Connor · Reino Unido | 2:06.74 |
| 400 m Medley    | Katinka Hosszú · Hungria | 4:25.10    | Zsuzsanna Jakabos · Hungria | 4:28.76 | Ilaria Cusinato · Itália | 4:29.13 |
| 4x50 m Livre    | França · Béryl Gastaldello (23.85) · Mélanie Henique (23.30) · Léna Bousquin (24.40) · Anna Santamans (23.66) · Anouchka Martin [b] Países Baixos · Tamara van Vliet (24.19) · Kira Toussaint (23.90) · Femke Heemskerk (23.24) · Valerie van Roon (23.62) | 1:35.21    | Nenhum |         | Dinamarca · Julie Kepp Jensen (24.44) · Jeanette Ottesen (23.61) · Emilie Beckmann (23.99) · Pernille Blume (23.20) · Emily Gantriis [b] | 1:35.24 |
| 4x50 m Medley   | Polónia · Alicja Tchórz (26.29) · Dominika Sztandera (29.55) · Kornelia Fiedkiewicz (25.75) · Katarzyna Wasick (23.26) | 1:44.85    | Itália · Silvia Scalia (26.60) · Benedetta Pilato (29.18) · Elena Di Liddo (25.02) · Silvia Di Pietro (24.12) · Arianna Castiglioni [b] · Federica Pellegrini [b] | 1:44.92 | Rússia · Maria Kameneva (26.22) · Nika Godun (30.11) · Arina Surkova (24.70) · Daria S. Ustinova (23.93)                                 | 1:44.96 |

b  Nadadores que participaram apenas das baterias e receberam medalhas

### Misto
| Evento        | Ouro | Ouro      | Prata | Prata   | Bronze | Bronze  |
| 4x50 m Livre  | Rússia · Vladimir Morozov (20.65) · Vladislav Grinev (20.65) · Arina Surkova (23.87) · Maria Kameneva (23.17) · Mikhail Vekovishchev [c] · Daria S. Ustinova [c] · Elizaveta Klevanovich [c] | 1:28.31 , | Reino Unido · Duncan Scott (21.28) · Scott McLay (20.79) · Anna Hopkin (23.13) · Freya Anderson (23.44) · James Guy [c]             | 1:28.64 | França · Maxime Grousset (21.35) · Florent Manaudou (20.09) · Melanie Henique (23.36) · Béryl Gastaldello (24.06) · Clément Mignon [c] · Anna Santamans [c] | 1:28.86 |
| 4x50 m Medley | Rússia · Kliment Kolesnikov (22.67) · Vladimir Morozov (25.40) · Arina Surkova (24.94) · Maria Kameneva (23.21) · Sergey Fesikov [c] · Oleg Kostin [c] · Daria S. Ustinova [c]               | 1:36.22   | Países Baixos · Kira Toussaint (25.87) · Arno Kamminga (25.53) · Joeri Verlinden (22.48) · Femke Heemskerk (23.24) · Jesse Puts [c] | 1:37.12 | Dinamarca · Mathias Rysgaard (23.98) · Tobias Bjerg (25.51) · Jeanette Ottesen (25.04) · Pernille Blume (23.49) · Emilie Beckmann [c] · Emily Gantriis [c]  | 1:38.02 |

c  Nadadores que participaram apenas das baterias e receberam medalhas

## Quadro de medalhas
O quadro de medalhas foi publicado. 
| Ordem | País          | Medalha de ouro | Medalha de prata | Medalha de bronze | Total |
| ----- | ------------- | --------------- | ---------------- | ----------------- | ----- |
| 1     | Rússia        | 13              | 5                | 4                 | 22    |
| 2     | Itália        | 6               | 7                | 7                 | 20    |
| 3     | Países Baixos | 5               | 1                | 4                 | 10    |
| 4     | Hungria       | 4               | 4                | 3                 | 11    |
| 5     | Reino Unido   | 3               | 4                | 4                 | 11    |
| 6     | França        | 2               | 5                | 2                 | 9     |
| 7     | Polónia       | 2               | 1                | 2                 | 5     |
| 8     | Grécia        | 2               | 0                | 2                 | 4     |
| 9     | Lituânia      | 2               | 0                | 0                 | 2     |
| 10    | Alemanha      | 1               | 5                | 2                 | 8     |
| 11    | Bielorrússia  | 1               | 1                | 1                 | 3     |
| 12    | Noruega       | 0               | 2                | 0                 | 2     |
| 13    | Turquia       | 0               | 1                | 1                 | 2     |
| 14    | Suécia        | 0               | 1                | 0                 | 1     |
| 14    | Suíça         | 0               | 1                | 0                 | 1     |
| 14    | Ucrânia       | 0               | 1                | 0                 | 1     |
| 17    | Dinamarca     | 0               | 0                | 5                 | 5     |
| 18    | Finlândia     | 0               | 0                | 2                 | 2     |
| 18    | Irlanda       | 0               | 0                | 2                 | 2     |
| 20    | Roménia       | 0               | 0                | 1                 | 1     |
| Total | Total         | 41              | 39               | 42                | 122   |

Legenda
| Recorde mundial       | Recorde mundial (World record)               |                       | Recorde africano                      | Recorde africano (African) |                                           | Q | Classificado por posição (Qualified) |
| Recorde do campeonato | Recorde do campeonato (Championship record)  | Recorde da América    | Recorde da América (Americas)         | q                          | Classificado por melhor tempo (Qualified) |   |                                      |
| Melhor marca do ano   | Melhor marca do ano (World leading)          | Recorde asiático      | Recorde asiático (Asian)              | DNS                        | Não largou (Did not start)                |   |                                      |
| Recorde nacional      | Recorde nacional (National record)           | Recorde europeu       | Recorde europeu (European)            | DNF                        | Não terminou (Did not finish)             |   |                                      |
| Recorde pessoal       | Recorde pessoal do atleta (Personal best)    | Recorde da Oceania    | Recorde da Oceania (Oceania)          | DSQ / DQ                   | Desclassificado (Disqualified)            |   |                                      |
| Recorde da temporada  | Recorde da temporada do atleta (Season best) | Recorde sul-americano | Recorde sul-americano (South America) | NM                         | Sem marca (No mark)                       |   |                                      |